# Lista de presidentes da Câmara Municipal de Cascais
Presidentes da Câmara Municipal de Cascais desde a implantação do Sistema Autárquico Liberal durante a Monarquia Constitucional em Portugal por Decretos de 9 de Janeiro de 1834 e de 18 de Julho de 1835 e com a reforma do Código Administrativo de 1836, aprovado a 31 de Dezembro de 1836, ao qual se seguiram o Código Administrativo de 1842, promulgado a 16 de Março de 1842, o Código Administrativo de 1878, promulgado a 6 de Maio de 1878, o Código Administrativo de 1886, promulgado a 17 de Julho de 1886 e o Código Administrativo de 1895, promulgado a 2 de Março de 1895 e a 4 de Maio de 1896: 
- [...] (9 de Janeiro de 1834 - 24 de Abril de 1856)[1]
- António José de Paula (24 de Abril de 1856 - 2 de Janeiro de 1858)
- Francisco José da Silveira (3 de Janeiro de 1858 - 2 de Janeiro de 1860)[2][desambiguação necessária]
- João de Freitas Reis (2 de Janeiro de 1860 - 2 de Janeiro de 1862)
- João António Coutinho (2 de Janeiro de 1862 - 2 de Janeiro de 1864)
- João de Freitas Reis (2 de Janeiro de 1864 - 2 de Janeiro de 1866)
- Joaquim Teotónio Segurado (2 de Janeiro de 1866 - 2 de Janeiro de 1876)
- Dr. Júlio César Pereira de Melo (2 de Janeiro de 1876 - 2 de Janeiro de 1878)
- José Jorge de Andrade Botelho Torrezão (2 de Janeiro de 1878 - 11 de Agosto de 1878)
- D. Alexandre Maria Francisco de Paula Xavier de Sales Filomeno Inácio Pedro de Assis Baltasar da Silveira e Lorena, 11.º Marquês das Minas de juro e herdade e 14.º Conde do Prado de juro e herdade (11 de Agosto de 1878 - 28 de Dezembro de 1883)
- Tenente, Capitão e Major D. José António Lócio (31 de Dezembro de 1883 - 2 de Janeiro de 1885) - Vice-Presidente, Presidente em Exercício
- Manuel Joaquim da Gama Machado (2 de Janeiro de 1885 - 2 de Janeiro de 1890)
- Jaime Artur da Costa Pinto (2 de Janeiro de 1890 - 12 de Agosto de 1908) - falecido a 12 de Setembro de 1909
- Domingos Serapião de Freitas (26 de Agosto de 1908 - 29 de Dezembro de 1909) - Vice-Presidente, Presidente em Exercício
- Domingos Serapião de Freitas (5 de Janeiro de 1910 - 10 de Agosto de 1910)
- Dr. José Cardoso de Meneses Martins (17 de Agosto de 1910 - 5 de Outubro de 1910) - Vice-Presidente de 5 de Janeiro de 1910 a 16 de Agosto de 1910, Presidente em Exercício

Depois da Implantação da República Portuguesa a 5 de Outubro de 1910 e com a Primeira República Portuguesa; a Lei N.º 88 de 7 de Agosto de 1913 repôs ao Código Administrativo de 1895 em vigor normas estatuídas no Código Administrativo de 1878: 
- Abeilard Raul Fragoso de Vasconcelos (13 de Outubro de 1910 - 26 de Janeiro de 1911) - nas reuniões de 24 e 28 de Outubro de 1910 foi substituído pelo Presidente da Comissão Municipal Republicana, José Joaquim Ribeiro Rosado
- David Xavier Cohen (18 de Fevereiro de 1911 - 14 de Março de 1911)
- Fausto Cardoso de Figueiredo (21 de Março de 1911 - 3 de Junho de 1913) - Vice-Presidente, Presidente em Exercício
- Manuel Rodrigues Lima Jorge (16 de Junho de 1913 - 22 de Julho de 1913) - Vogal, Presidente em Exercício
- Fausto Cardoso de Figueiredo (29 de Julho de 1913 - 31 de Dezembro de 1913)
- Dr. Eduardo de Arbués Moreira (2 de Janeiro de 1914 - 31 de Dezembro de 1917) - João Maria Bravo substitui-o na maioria das sessões, umas vezes como Vice-Presidente, outras vezes como Vogal

Por terem sido dissolvidos os Corpos Administrativos, com a Ditadura de Sidónio Pais, começou a Câmara Municipal a ser governada por uma Comissão Administrativa Municipal: 
- Leonel Marques Leal Pancada (14 de Janeiro de 1918 - 23 de Maio de 1918) - saiu por ter pedido a Exoneração
- Dr. José Cardoso de Meneses Martins (13 de Junho de 1918 - 13 de Fevereiro de 1919)
- Lourenço Correia Gomes (25 de Março de 1919 - 15 de Junho de 1919)

Nesta data terminou a Comissão Administrativa Municipal
- Fausto Cardoso de Figueiredo (16 de Junho de 1919 - 31 de Dezembro de 1922) - embora tivesse sido nomeado para Presidente, na sua ausência foram as sessões presididas, na quase totalidade, pelo Vereador António Augusto de Lacerda e Melo
- D. Vasco Maria de Figueiredo Cabral da Câmara, que usou o título de 4.º Conde de Belmonte (2 de Janeiro de 1923 - 24 de Junho de 1926)

Por terem sido dissolvidos os Corpos Administrativos, com a Ditadura Militar e a Ditadura Nacional, começou a Câmara Municipal a ser governada por Comissões Administrativas Municipais: 
- José do Carmo da Silva Dias (13 de Setembro de 1926 - 16 de Janeiro de 1928)
- Afonso Jorge de Aguiar (23 de Janeiro de 1928 - 16 de Abril de 1928)
- Joaquim Mendes da Costa do Amaral (23 de Abril de 1928 - 11 de Junho de 1928)
- Afonso Jorge de Aguiar (25 de Junho de 1928 - 10 de Setembro de 1928)
- Horácio de Faria Pereira (17 de Setembro de 1928 - 15 de Outubro de 1928)
- Afonso Jorge de Aguiar (22 de Outubro de 1928 - 3 de Dezembro de 1928)
- Horácio de Faria Pereira (10 de Dezembro de 1928 - 28 de Outubro de 1929)
- Eng.º e Dr. Amílcar Mário de Jesus (4 de Novembro de 1929 - 21 de Julho de 1930)
- Tenente António Rodrigues Cardoso (28 de Julho de 1930 - 7 de Setembro de 1930)
- Eng.º e Dr. Amílcar Mário de Jesus (15 de Setembro de 1930 - 13 de Outubro de 1930)
- Franklin Lamas (20 de Outubro de 1930 - 24 de Novembro de 1930)
- Tenente António Rodrigues Cardoso (2 de Dezembro de 1930 - 30 de Dezembro de 1937)

Nesta data terminaram as Comissões Administrativas Municipais
Com o Estado Novo, passou o Presidente a ser nomeado directamente pelo Governo, segundo o Código Administrativo de 1940, aprovado pelo Decreto-Lei N.º 31 095, de 31 de Dezembro de 1940: 
- Coronel Carlos Augusto de Passos Pereira de Castro (3 de Janeiro de 1938 - 3 de Janeiro de 1939)
- Capitão, Major e Tenente-Coronel José Roberto Raposo Pessoa (10 de Março de 1939 - 25 de Março de 1959)
- Tenente-Coronel Vítor Novais Gonçalves (3 de Abril de 1959 - 11 de Dezembro de 1961)
- Coronel António Maria de Sousa Sarmento (15 de Dezembro de 1961 - 31 de Janeiro de 1962) - Vice-Presidente, Presidente em Exercício
- Eng.º António de Campos de Albuquerque de Azevedo Coutinho (1 de Fevereiro de 1962 - ?? de ? de 1970)
- António Mariano de Carvalho (?? de ? de 1970 - ?? de ? de 1972)
- José Guedes Pinto Machado, que usou os títulos de 5.º Conde de Almedina e 4.º Visconde de Valmor (?? de ? de 1972 - ?? de ? de 1974)

Por terem sido dissolvidos os Corpos Administrativos, com a Revolução de 25 de Abril de 1974, começou a Câmara Municipal a ser governada por Comissões Administrativas Municipais: 
- António Henrique Tomás de Oliveira (?? de ? de 1974 - ?? de ? de 1974)
- Eduardo Francisco Mesquita de Abreu (?? de ? de 1974 - ?? de ? de 1975)
- Tubaldo Vargues (?? de ? de 1975 - ?? de ? de 1975)
- Armando Pina Fernandes (?? de ? de 1975 - ?? de ? de 1976)
- António de Matos Salgueiro (?? de ? de 1976 - ?? de ? de 1976)

Nesta data terminaram as Comissões Administrativas Municipais
Passou o Presidente a ser democraticamente eleito por sufrágio directo, universal e secreto, segundo o Código Administrativo de 1940 ainda em vigor, embora com múltiplas alterações, revogações e derrogações: 
- António Alberto Gonçalves Ferreira (?? de ? de 1976 - ?? de Dezembro de 1979)
- Dr. Carlos Alberto Rosa (16 de Dezembro de 1979 - 12 de Dezembro de 1982)
- Maria Helena do Rego da Costa Salema Roseta (?? de Dezembro de 1982 - ?? de ? de 1985)
- Georges Alphonse da Silveira Dargent (?? de ? de 1985 - ?? de ? de 1993)
- José Luís Judas (?? de ? de 1993 - ?? de ? de 2001)
- António d'Orey Capucho (9 de Janeiro de 2001 - 28 de Janeiro de 2011)
- Carlos Manuel Lavrador de Jesus Carreiras (28 de Janeiro de 2011 - presente)